# Силикат алюминия-лития
Силикат алюминия-лития — неорганическое соединение,
двойная соль лития, алюминия и кремнёвой кислоты
с формулой LiAl(SiO3)2,
бесцветные кристаллы,
не растворяется в воде.

## Получение
- В природе встречается минерал сподумен — LiAl(SiO3)2 с различными примесями.

## Физические свойства
Силикат алюминия-лития образует бесцветные кристаллы
моноклинной сингонии,
пространственная группа C 2/c,
параметры ячейки a = 0,94846 нм, b = 0,84121 нм, c = 0,52308 нм, β = 110,17°, Z = 4 .
Не растворяется в воде.